# Ecuación en derivadas parciales no lineal
En matemáticas y física, una ecuación en derivadas parciales no lineal es un tipo de ecuación en derivadas parciales (EDP) con términos no lineales. Describen muchos sistemas físicos, desde sistemas gravitatorios a dinámica de fluidos, y han sido empleados en matemáticas para resolver problemas como la conjetura de Poincaré y la conjetura de Calabi. Son difíciles de estudiar: no existe casi ninguna técnica general que funcione en todos los casos y habitualmente se debe estudiar cada ecuación individual como un problema separado.
La distinción entre una ecuación en derivadas parciales lineal y no lineal se hace típicamente en términos de las propiedades del operador que define la propia EDP.

## Métodos para el estudio de ecuaciones en derivadas parciales no lineales

### Existencia y unicidad de soluciones
Una cuestión fundamental para cualquier EDP es la existencia y unicidad de una solución para unas determinadas condiciones de frontera. Para las ecuaciones no lineales esta cuestión es en general muy complicada. Por ejemplo, la parte más difícil de la solución de Yau para la conjetura de Calabi fue la demostración de la existencia para una ecuación de Monge-Ampère. El problema abierto de la existencia (y suavidad) de soluciones de las ecuaciones de Navier-Stokes es uno de los siete problemas del milenio en matemáticas.

### Singularidades
Las cuestiones básicas sobre singularidades (su formación, propagación y eliminación y la regularidad de soluciones) son las mismas que para ecuaciones lineales, pero como es esperable mucho más difíciles de estudiar. En el caso lineal se pueden usar simplemente espacios de distribuciones, pero las ecuaciones no lineales típicamente no están definidas para distribuciones arbitrarias, por lo que se deben reemplazar los espacios de distribuciones por objetos como los espacios de Sóbolev.
Un ejemplo de formación de singularidades viene dado por el flujo de Ricci. Richard Hamilton demostró que mientras que existen soluciones para tiempos cortos, habitualmente se forman singularidades tras un tiempo finito. La solución de Grigori Perelmán de la conjetura de Poincaré dependía de un estudio detallado de estas singularidades, donde probó cómo continuar las solución tras las singularidades.

### Aproximación lineal
Las soluciones en un entorno de una solución conocida se pueden estudiar en ocasiones linealizando la EDP alrededor de la solución. Esto se corresponde con estudiar el espacio tangente de un punto del espacio de módulos de todas las soluciones.

### Espacio de módulos de las soluciones
Idealmente, se querría describir el espacio de módulos de todas las soluciones explícitamente, y para algunas ecuaciones muy particulares es posible hacerlo. No obstante, en general no es un problema factible; por ejemplo, es improbable que exista una descripción útil de todas las soluciones de las ecuaciones de Navier-Stokes, ya que implicaría describir todos los movimientos de fluidos posibles. Si la ecuación tiene un grupo de simetría muy grande es generalmente de interés el espacio de módulos módulo el grupo de simetría, lo que en ocasiones resulta en una variedad compacta de dimensión finita, posiblemente con singularidades. Por ejemplo, ese es el caso de las ecuaciones de Seiberg-Witten. Un caso algo más complicado es el de dimensión finita pero no necesariamente compacto, aunque habitualmente puede compactificarse explícitamente. Otro caso donde en ocasiones se pueden describir todas las soluciones es el caso de los modelos completamente integrables, donde las soluciones son a veces una especie de superposición de solitones, como ocurre con la ecuación de Korteweg-de Vries.

### Soluciones exactas
A menudo es posible escribir algunas soluciones especiales explícitamente en términos de funciones elementales, aunque raramente se pueden describir todas las soluciones de esta forma. Una forma de encontrar estas soluciones explícitas es reducir las ecuaciones a otras de menor dimensión, preferentemente ecuaciones diferenciales ordinarias, que habitualmente pueden resolverse de forma exacta. Esto puede lograrse a veces a través de separación de variables, o buscando soluciones altamente simétricas.

### Soluciones numéricas
La solución numérica a través de computadora es prácticamente el único método que se puede emplear para obtener información sobre sistemas arbitrarios de ecuaciones. Se ha realizado mucho trabajo, pero aún hay cuestiones abiertas en la resolución numérica de ciertos sistemas, especialmente Navier-Stokes y otras ecuaciones relacionadas con el pronóstico del tiempo.

### Par de Lax
Si un sistema de ecuaciones en derivadas parciales puede ponerse en forma de par de Lax
{\displaystyle {\frac {dL}{dt}}=LA-AL}
entonces tiene habitualmente un número infinito de integrales primeras, lo que ayuda a estudiarlo.

### Ecuaciones de Euler-Lagrange
Algunos sistemas de EDP pueden surgir como las ecuaciones de Euler-Lagrange de un problema variacional. Los sistemas con esta forma pueden resolver en ocasiones encontrando un extremo del problema variacional original.

### Sistemas integrables
Las ecuaciones que surgen de sistemas integrables son habitualmente los más sencillos de estudiar, y en ocasiones pueden resolverse completamente. Ejemplos muy conocidos son la ecuación de Korteweg-de Vries o la ecuación de Schrödinger no lineal.

### Simetría
Algunos sistemas tienen grupos de simetría grandes. Por ejemplo, las ecuaciones de Yang-Mills son invariantes bajo la acción de un grupo de gauge de dimensión infinita, y muchos sistemas de ecuaciones (como las ecuaciones del campo de Einstein) son invariantes bajo difeomorfismos de la variedad subyacente. Cualquiera de estos grupos de simetría puede utilizarse habitualmente para facilitar el estudio de la ecuación. En particular, si se conoce una solución se pueden generar trivialmente más soluciones haciendo actuar al grupo de simetría.
Algunas veces las ecuaciones son parabólicas o hiperbólicas "módulo la acción de algún grupo". Por ejemplo, la ecuación del flujo de Ricci no es parabólica, pero es parabólica módulo la acción del grupo de difeomorfismos, lo que implica que tiene la mayoría de buenas propiedades de las ecuaciones parabólicas.